# Charles Bellay
Pour les articles homonymes, voir Bellay.
Paul-Alphonse Bellay, dit Charles Bellay, né à Paris le 22 mars 1826 et mort en cette même ville le 7 août 1900, est un peintre, aquarelliste et graveur français.

## Biographie
Son père, le peintre Jean-François Bellay, l'initie à la peinture. Puis Alphonse Paul Bellay est admis dans l'atelier de François-Édouard Picot à l'École des beaux-arts de Paris. Il obtient en 1852 le premier prix de Rome en gravure et part faire un séjour à la villa Médicis à Rome. En Italie, où il demeure assez longtemps, il réalise une série de copies d'œuvres des grands maîtres : Michel-Ange, Léonard de Vinci, Raphaël qui furent la propriété du ministre Adolphe Thiers avant de rentrer dans les collections du musée du Louvre. Il travaille généralement au burin et ses œuvres sont publiées par Adolphe Goupil ; elles sont signées « Ch. Bellay ».
Il peint également des portraits et des sujets allégoriques.
En 1873, il est nommé chevalier de la Légion d'honneur.
Le peintre Jules-Élie Delaunay a fait un portrait de lui, conservé au musée des beaux-arts d'Angers.

## Œuvres dans les collections publiques
- Condé-sur-l'Escaut, hôtel de ville : La Charité, huile sur toile
- Grenoble, musée de Grenoble : Mendiant à la porte d'une église à Rome, huile sur toile
- Nantes, musée des beaux-arts : Portrait de Paul Baudry (vers 1870), eau-forte sur papier.
- Nemours, Château-Musée : Victor Schnetz, directeur de l'Académie de France à Rome, 1866, estampe, 41 x 33 cm. 1910.219.1.
- Paris, Chalcographie du Louvre La Charité, gravure en taille douce sur papier ;
- Paris, département des Arts graphiques du musée du Louvre :
  - Vénus, aquarelle d'après Titien ;
  - Tête du Christ, aquarelle d'après Léonard de Vinci ;
  - Figure d'enfant, dessin d'après Raphaël ;
  - Le Père éternel créant la Terre, aquarelle d'après Raphaël ;
  - Dieu débrouillant le chaos, aquarelle d'après Raphaël ;
  - Dieu créant le soleil, aquarelle d'après Raphaël ;
  - Le Groupe des anges, dessin d'après Michel-Ange ;
  - Buste d'homme, la tête entourée d'un bandage, reposant sur un oreiller, représentant Koelman, dessin, mine de plomb sur papier bristol ;
- Tourcoing, musée des beaux-arts : Vénus, huile sur toile ;
- Vendôme, musée de Vendôme :
  - Étude académique gravée d'après nature (1852), estampe sur papier, œuvre primée au prix de Rome ;
  - Portrait d'Henri de Lacaze-Duthiers (1886), estampe sur papier ;
- Versailles, musée de l'Histoire de France : Alexandre Dumas père, 1878, huile sur toile.

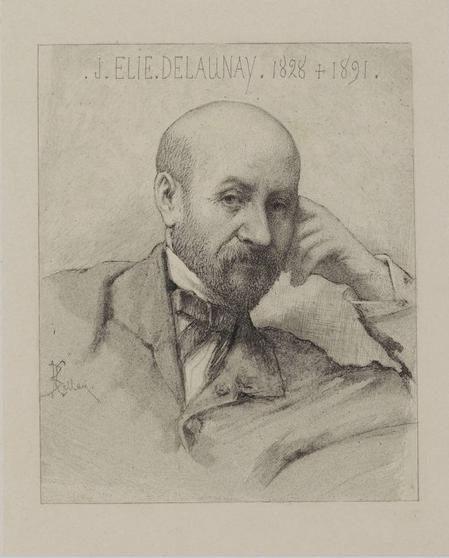
Jules-Élie Delaunay 1828-1891 (vers 1891), gravure.
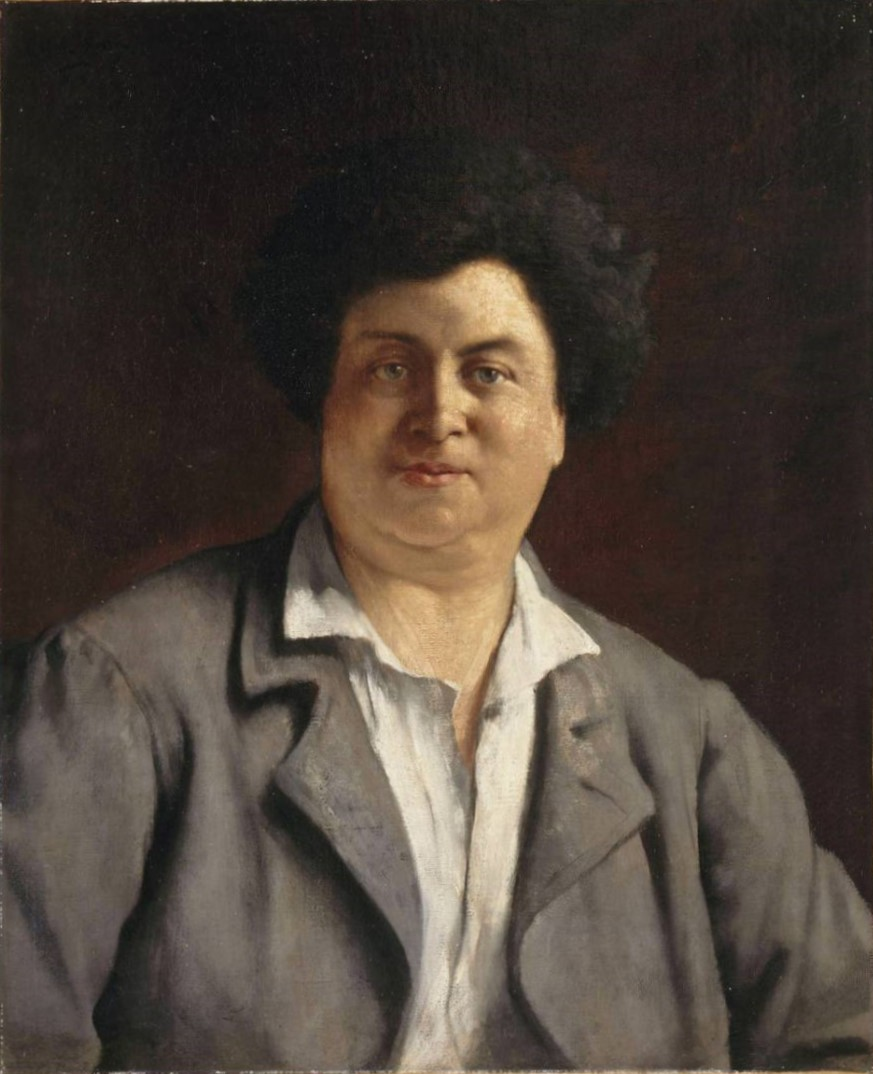
Alexandre Dumas père (1878), huile sur toile, Versailles, musée de l'Histoire de France.